# Sint-Niklaaskerk (Waterland-Oudeman)

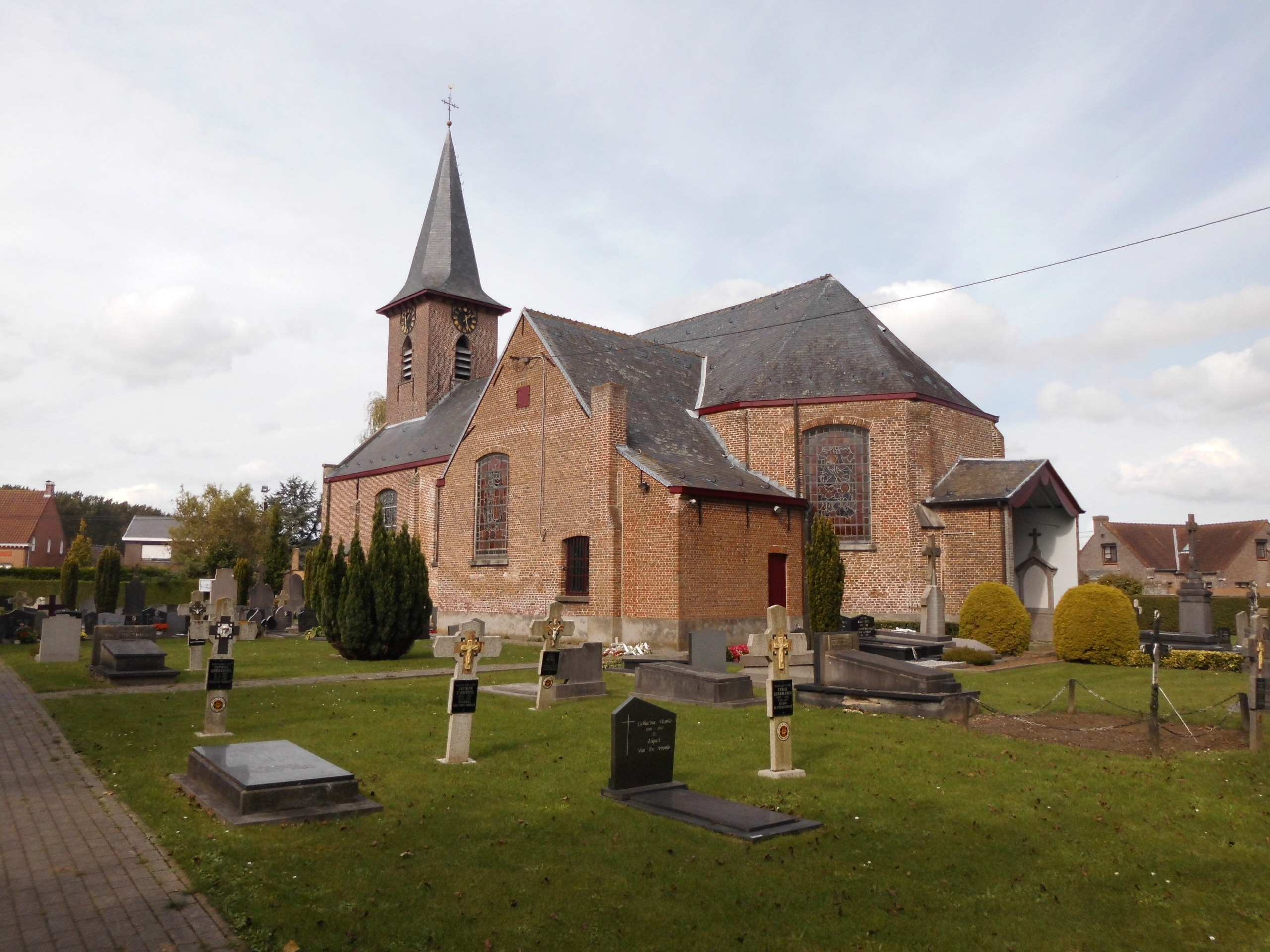
Sint-Niklaaskerk

De Sint-Niklaaskerk is de parochiekerk van het tot de Oost-Vlaamse gemeente Sint-Laureins behorende dorp Waterland-Oudeman, gelegen aan Kerkstraat 2.

## Geschiedenis
Ten noorden van de huidige dorpskern stond sinds 1530 de Sint-Niklaaskerk van Waterland. Deze kerk kwam uiteindelijk op het grondgebied van de Republiek der Verenigde Nederlanden te staan, werd korte tijd protestants om in 1672 door de Franse troepen verwoest te worden.
Van 1670-1672 werd op de cleenen Oudeman een nieuwe Sint-Niklaaskerk gebouwd, waaromheen zich de kern Waterland-Oudeman ontwikkelde. Het kerkje werd meermaals hersteld en verbouwd, en in 1850 nog vergroot. In oktober 1944 liep het kerkje oorlogsschade op, die later hersteld werd. In 1960 werden de glas-in-loodramen hersteld en in 1998 werd het interieur opgeknapt.

## Gebouw
Het betreft een bakstenen kerkje met een breed schip en smalle zijbeuken. Het heeft een ingebouwde toren voorzien van een vierzijdige spits. De kerk heeft twee lage transeptarmen.
Het interieur stamt uit de late 18e en vroege 19e eeuw. Het koorgewelf met rococo-stucwerk is van 1774.

## Inventaris
Een schilderij, voorstellende Calvarie met Maria Magdalena is uit de 2e helft van de 18e eeuw en wordt toegeschreven aan Theodoor van Thulden. De Piëta met Johannes, Maria Magdalena en engeltjes met passiewerktuigen is van 1711 en werd vervaardigd door Joos van Windeken. Een derde 18e-eeuws schilderij verbeeldt: Onze-Lieve-Vrouw schenkt de rozenkrans aan de Heilige Dominicus Guzman.
Ook in rococostijl is het hoofdaltaar in gepolychromeerd hout, met de bustes van Sint-Eloy en Sint-Niklaas. Het noordelijk zijaltaar, gewijd aan Onze-Lieve-Vrouw, is van 1711 en wordt toegeschreven aan Hendrik Hagheman. Het zuidelijk zijaltaar is gewijd aan Sint-Niklaas en was het oorspronkelijk hoofdaltaar, uit de 2e helft van de 18e eeuw. Ook het koorgestoelte stamt oorspronkelijk uit die tijd. De preekstoel is van 1711 en werd waarschijnlijk eveneens door Hagheman vervaardigd.
De kerk wordt omgeven door een kerkhof.